# Aporum anceps
Aporum anceps é uma espécie de orquídea epífita de hábito pendente e flores pequenas, que habita do Sikkim à Indochina.